# Polvo circunestelar
El polvo circunestelar es polvo cósmico alrededor de una estrella. Puede tener la forma de una cubierta esférica o un disco, p. Ej. Un disco de acreción. El polvo circunestelar puede ser responsable de una extinción significativa y generalmente es la fuente de un exceso de infrarrojos para las estrellas que lo tienen.
El movimiento del polvo circunstancial se rige por fuerzas debidas a la gravedad estelar y la presión de radiación.
El polvo circunestelar en el Sistema Solar causa la luz zodiacal.